# Okayama prefektur
Okayama prefektur (岡山県; Okayama-ken) är belägen i Chūgoku-regionen på ön Honshu, Japan. Residensstaden är Okayama.

## Administrativ indelning
Prefekturen var år 2016 indelad i 15 städer (-shi) och tolv landskommuner (-chō eller -son).
Landskommunerna grupperas i tio distrikt (-gun). Distrikten har ingen administrativ funktion utan fungerar i huvudsak som postadressområden.
Städer:
- Akaiwa, Asakuchi, Bizen, Ibara, Kasaoka, Kurashiki, Maniwa, Mimasaka, Niimi, Okayama, Setouchi, Sōja, Takahashi, Tamano, Tsuyama

Distrikt och landskommuner:
| Distrikt | Landskommuner   |
| -------- | --------------- |
| Aida     | Nishiawakura    |
| Asakuchi | Satoshō         |
| Kaga     | Kibichūō        |
| Katsuta  | Nagi, Shōō      |
| Kume     | Kumenan, Misaki |
| Maniwa   | Shinjō          |
| Oda      | Yakage          |
| Tomata   | Kagamino        |
| Tsukubo  | Hayashima       |
| Wake     | Wake            |